# I due assi del guantone
I due assi del guantone est un film italien réalisé par Mariano Laurenti et sorti en 1971.

## Distribution
- Franco Franchi : Franco Marsala
- Ciccio Ingrassia : Ciccio Trapani
- Mario Carotenuto : Amleto Rossetti
- Paola Tedesco : Marisa
- Gino Milli : Enzo
- Umberto D'Orsi : Giovanni